# بريت مانينغ
بريت مانينغ (بالإنجليزية: Brett Manning)‏ هو مغني أمريكي، ولد في 27 أبريل 1966 في ناشفيل في الولايات المتحدة.

## وصلات خارجية
- بريت مانينغ على موقع IMDb (الإنجليزية)
- بريت مانينغ على موقع ميوزك برينز (الإنجليزية)